# Coca Carola
Coca Carola är ett punkband från Åkersberga som huvudsakligen var verksamt 1986–2004. Sedan början av 2023 uppträder dock bandet mer regelbundet. Bandet har sedan starten legat på Beat Butchers.

## Bandet
Från början bestod bandet av Curre Sandgren (tidigare medlem i bandet Rolands Gosskör), Mårten Tolander, "Ostron" Åkerholm och sologitarristen Björn Gullberg. Hela bandet bestod då av musiker som hade blivit sparkade från sina tidigare band. Bandet gjorde tidigt en singel och efter denna hoppade Gullberg av bandet och Conny Melkersson blev medlem. Melkersson hade även han spelat i Rolands Gosskör. 1988 spelade sedan bandet in en LP tillsammans med bandet 23 Till kallad Anabola melodier där Coca Carola stod för den första halvan av LP:n. Under en kortare tid hade bandet Putte Strand som gitarrist istället för Melkersson, men efterträddes av densamme kort därefter.
Sommaren 1991 gav de ut singeln C/C 7" där de sjöng på engelska. De blev allt mer populära både utomlands och i Sverige. Melkersson fick fullt upp med sitt andra band NEIN och Coca Carola blev för mycket för honom så han hoppade av igen. Bandet hittade dock en ny gitarrist, Jonas Winberg. Hösten 1992 kom bandets debutalbum vid namn Tigger & ber och nu var bandet mer aktiva. De genomförde bland annat en turné i Tyskland, spelade på Hultsfredsfestivalen och turnerade med De lyckliga kompisarna.
I januari 1994 släppte bandet sitt andra album, Läckert. Senare samma år slutade även basisten Åkerholm eftersom han tyckte bandet tog för mycket tid. Och eftersom bandet hade planerat en singel till hösten 1994 fick Åke Noring (även han från Rolands Gosskör) temporärt hoppa in och spela bas. Efter det kom de i kontakt med Jonas Mellberg som spelat i Håkan sover naken tidigare. Han kom att spela med i bandet till det upplöstes tio år senare.
I september 1994 kom EP:n Klubben för inbördes beundran, vars första spår, "Inbördes beundran", nådde 37:e plats på svenska singellistan.
I början av 1996 släppte bandet sitt tredje album, Dagar kommer. Samma år släpptes samlingen ...Fem år till moped, detta med anledning av bandets 10-årsjubileum. Denna skiva innehöll ett antal nya låtar, men också mer svåråtkomliga spår. 1997 tog sedan bandet en kort paus för att komma tillbaka året efter med albumet Så Fel Som Bara Vi Kan Ha.
I december 1998 fick sedan bandet en förfrågan om att göra låtar och vara med på en samlingsskiva för Djurgårdens IF. Bandet tackade ja och efter det skapades nio låtar, bland annat "Min tröja". År 2000 spelades deras femte "riktiga" album in, Feber.
Bandet tog det sedan ganska lugnt tills de 2004 spelade in sitt sista album Kryp din jävel och hade sin avslutningsspelning på Fregatten i Åkersberga. Ganska snart därefter startade sedan Curre Sandgren och Jonas Mellberg ett nytt band, kallat Den sista leken, ett band som samma år ger ut en skiva.
2012 återförenades bandet för en spelning på festivalen Peace & Love i Borlänge och för en "halvhemlig" konsert på Kafé 44 i Stockholm. Året därpå, 2013, spelade de med bland andra Charta 77 och Johan Johansson på en tillställning på Debaser i Stockholm, tillägnad Peace & Love som gått i konkurs.
Under 2023 började sedan Coca Carola att spela mer regelbundet. Återstarten skedde på The Public i hemorten Åkersberga i januari 2023. Strax därefter, i februari samma år, medverkade bandet på "Ögir will arise" på Frimis i Örebro, då till förmån för återuppbyggandet av Per Granbergs musikkrog Ögir som brann ner 2022, ett evenemang där också andra klassiska punkband deltog. En annan större spelning var i augusti 2023, nu på Gröna Lund, där Jonas Mellberg var gästartist.

### Medlemmarna

#### Nuvarande Coca Carola
- Curre Sandgren – sång, gitarr
- Åke Noring – bas
- Jonas Winberg – gitarr, sång
- Mårten Tolander – trummor

#### Före detta och tillfälliga medlemmar
- Jonas Mellberg, bas, sång
- Ostron Åkerholm – basgitarr
- Björn Gullberg – gitarr, sång
- Conny Melkersson – gitarr
- Putte Strand – gitarr

## Diskografi

### Album
- 1988 – Anabola melodier
- 1992 – Tigger & Ber
- 1994 – Läckert
- 1996 – Dagar kommer
- 1996 – ...Fem år till moped
- 1998 – Så fel som bara vi kan ha
- 2000 – Feber
- 2004 – Kryp din jävel
- 2012 – Samlade

### Singlar
- 1987 – "Kom till kriget"
- 1991 – "C/C 7""

### EP
- 1994 – Dimmornas land
- 1994 – Klubben för inbördes beundran

### Livealbum
- 2000 – Live i Kalmar, Järnkaminerna
- 2001 – Kom och slå mig igen
- 2002 – Live i Sundsvall
- 2004 – En sista gång på 44:an

### Samlingar, div. artister
- 1996 – Äggröran 1